# Ardara
Ardara település Olaszországban, Szardínia régióban, Sassari megyében. Lakosainak száma 729 fő (2023. január 1.). Ardara Mores, Ozieri, Siligo, Chiaramonti és Ploaghe községekkel határos.

## Népesség
A település népességének változása:
| Lakosok száma | 784  | 778  | 729  |
|               | 2017 | 2018 | 2023 |